# Kerry Mills
Kerry Mills (Filadelfia, 1º febbraio 1869 – Hawthorne, 5 dicembre 1948) è stato un compositore statunitense.

## Biografia
Mills è nato da Frederick Allen Mills a Philadelphia. Studiava per diventare violinista e, al contempo, lavorava come capo del Dipartimento per Violino della University of Michigan School of Music.
Nel 1895 si trasferisce a New York, dove fonda la casa editrice FA Mills Music Publisher, con la quale ha pubblicato molte canzoni, sue e di molti altri artisti.

## Canzoni
- Any Old Port in a Storm
- At a Georgia Camp-meeting
- Impecunious Davis
- In the City of Sighs and Tears
- Just for the Sake of Society
- Kerry Mills' Barn Dance
- Let's All go up to Maud's
- Like a Star that Falls From Heaven
- The Longest Way 'Round is the Sweetest Way Home
- Meet Me In St Louis, Louis (parole di Andrew B. Sterling)
- Red Wing (parole di Thurland Chattaway, melodia di Merry Peasant, di Robert Schumann)
- We'll be Together When the Clouds Roll by (parole di Alfred Bryan)
- While the Old Mill Wheel is Turning
- Whistling Rufus